# Jacques Larocque
Jacques Larocque (nach anderen Quellen Jacques Laroque; * 23. August 1940 in Montreal, Québec) ist ein ehemaliger deutsch-kanadischer Eishockeytorwart, der unter anderem für den Kölner EC in der Bundesliga aktiv war.

## Karriere
Jacques Larocque begann in seiner kanadischen Heimat als Stürmer mit dem Eishockeyspielen. Erst im Alter von 20 Jahren wechselte er die Position und war fortan als Torhüter aktiv. Ein Jahr später wurde er als Soldat nach Deutschland versetzt. Er stand für unterschiedliche kanadische Militärmannschaften zwischen den Pfosten, bevor er im Jahr 1967 erstmals für einen deutschen Verein spielte.
Mit dem ERC Westfalen Dortmund startete er in der damals drittklassigen Regionalliga und feierte im Jahr 1969 den Aufstieg in die Oberliga. Zwei Jahre später wechselte er innerhalb der Liga zum EC Deilinghofen (ECD), für den er in zwei Saisons zwischen den Pfosten stand. In dieser Zeit erhielt er die deutsche Staatsbürgerschaft. In der Spielzeit 1972/73 erreichte er mit dem ECD den zweiten Tabellenplatz. Anschließend schloss er sich dem Kölner EC an, der als Oberliga-Meister in die Bundesliga aufgestiegen war. Drei Jahre lang trug er dazu bei, dass sich die Haie in der höchsten deutschen Spielklasse etablieren konnten.
Im Jahr 1976 kehrte Larocque dann zum ECD zurück, mit dem er in der neu geschaffenen 2. Bundesliga abermals den zweiten Platz belegte, der am Ende zum Aufstieg in die Bundesliga genügen sollte. Der Deutsch-Kanadier entschied sich schließlich zu einem Wechsel zum Oberligisten EHC Essen, mit dem er 1978 in die 2. Bundesliga aufstieg.
Im Jahr 1979 legte Larocque eine Pause ein und übernahm den Trainerposten bei den Eissportfreunden Griesenbrauck-Sümmern. Er führte die Mannschaft zur Landesliga-Meisterschaft. Zur Saison 1980/81 schloss er sich dem Königsborner SV in der Regionalliga an, bei dem er nicht nur als Trainer aktiv war, sondern auch zwischen die Pfosten zurückkehrte. Ein Jahr später ging er ein zweites Mal zum EHC Essen und feierte mit diesem in der Spielzeit 1981/82 die Zweitliga-Meisterschaft. Während der Saison 1982/83 kehrte er nach Königsborn zurück, bevor er seine Karriere – abgesehen von sechs Partien für den Landesligisten EC Bergkamen in der Saison 1985/86, den er zugleich trainiert hatte – endgültig beendete.

## Erfolge und Auszeichnungen
- 1969 Aufstieg in die Oberliga mit dem ERC Westfalen Dortmund
- 1977 Aufstieg in die Bundesliga mit dem EC Deilinghofen
- 1980 Landesliga-Meister mit den Eissportfreunden Griesenbrauck-Sümmern (als Trainer)
- 1982 Meister der 2. Bundesliga mit dem EHC Essen